# Юкіе Тірі

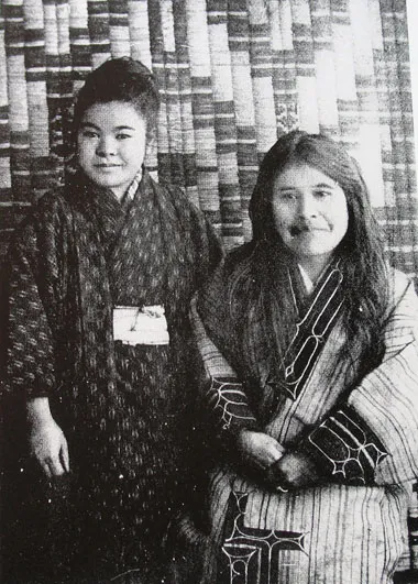
Юкіе Тірі, зліва, з її тіткою, Імекану

Юкіе Тірі (яп. 知里 幸恵, Chiri Yukie, 8 червня 1903 –  18 вересня 1922) — айнська збирачка, переписувачка і перекладачка юкар (айнського епосу).

## Життєпис
Юкіе Тірі народилася в родині айнів у місті Ноборібецу на Хоккайдо в епоху Мейдзі. У той час колоніальний уряд Хоккайдо стрімко збільшив імміграцію етнічних японців на Хоккайдо, примусово переселивши багато айнських громад і позбавивши їх традиційних засобів до існування. Уряд Мейдзі запровадив широку політику, спрямовану на перешкоджання або заборону культурних практик айнів, одночасно заохочуючи або примушуючи їх асимілюватися в японське суспільство. На рубежі століть деякі айнські письменники почали стверджувати, що асиміляція була єдиним життєздатним методом виживання для айнських громад і спільноти.
Коли Тірі було шість років, її віддали до тітки Імекану в Чікабумі, на околиці Асахікави, ймовірно, щоб зменшити фінансовий тягар для її батьків. Імекану жила зі своєю старенькою матір'ю Монасіноку, досвідченим оповідачем айнських казок, яка дуже погано говорила японською. Таким чином, Тірі виросла повністю двомовною — володіла японською та айнською мовами — і була знайома з усною айнською літературою, яка на той час ставала дедалі менш поширеною. Хоча їй доводилося терпіти знущання в школі, вона досягла успіхів у навчанні, особливо в мовному мистецтві. Однак через антиайнські упередження вона страждала від комплексу етнічної неповноцінності, який був притаманний багатьом представникам її покоління.
Особисте уявлення Тірі про культурну асиміляцію було складним. Так, в одному з листів, написаному в підлітковому віці, вона зауважила: «У мить зник природний ландшафт, яким він був з давніх-давен; що стало з людьми, які з радістю заробляли собі на життя на його полях і в горах? Ті деякі з нас, єдиноплемінників, які залишилися, просто дивляться широко розплющеними очима, вражені станом світу, який продовжує розвиватися».

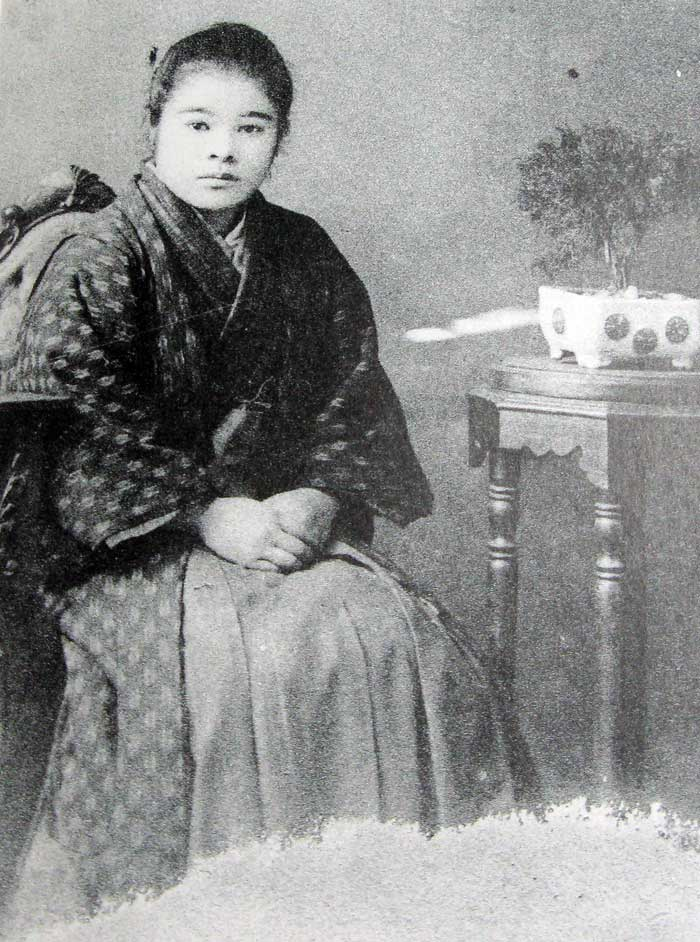
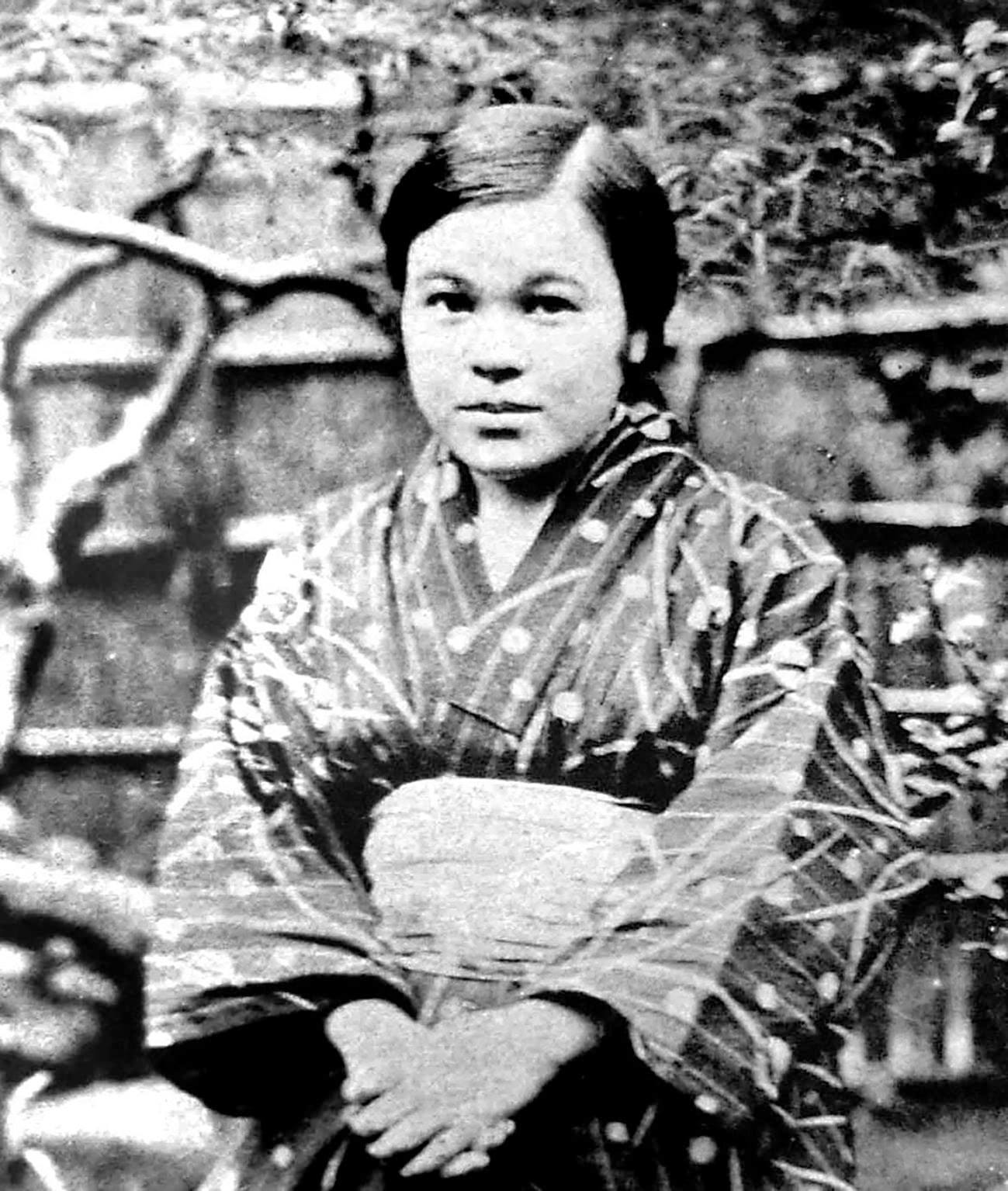
Світлина Юкіе Тірі

## Праця
Тірі було близько 15 років, коли вона вперше зустріла японського лінгвіста і дослідника айнської мови Кьосуке Кіндаіті під час періоду Тайсьо японської історії. Він подорожував Хоккайдо у пошуках носіїв усної айнської літератури і у своїх пошуках приїхав до Імекану та Монасіноуку. Зустрівши Тірі, яка все ще жила з Імекану, Кіндаіті одразу розпізнав її потенціал і розповів їй про свою роботу. Коли Кіндаіті пояснив Тірі цінність збереження айнського фольклору та традицій, вона вирішила присвятити решту свого життя вивченню, записуванню та перекладу юкар.
Зрештою Кіндаіті повернувся до Токіо, але надіслав Тірі чисті зошити, щоб вона могла записувати все, що спадало їй на думку про культуру та мову айнів. Вона вирішила записувати казки, які співала її бабуся, використовуючи ромадзі для передачі айнських звуків, а потім перекладала записані юкар японською мовою. Зрештою, Кіндаіті переконав її приєднатися до нього в Токіо, щоб допомогти йому в роботі зі збору та перекладу юкар. Однак, лише через кілька місяців після прибуття до Токіо і тієї ж ночі, коли вона завершила свою першу антологію юкар, вона раптово померла від серцевої недостатності у віці 19 років.

## Спадщина
Антологія Тірі була опублікована наступного року під назвою «Ainu Shinyōshū» («Збірка айнських епічних творів про богів»). Хоча її покровитель Кіндаіті та редактор серії Янаґіта Куніо, ймовірно, взяли рукопис покійної Тірі до друку, вони ніде не вказали своїх імен; передмова та зміст повністю написані нею. Її книга містить як японські переклади, так і, що безцінно, оригінал айнською мовою, написаний латиницею. Вона отримала велике визнання в тогочасній пресі, відкривши серед японських читачів повагу до культури айнів, і залишається найважливішим джерелом для вивчення юкар і сьогодні.
Її молодший брат, Тірі Масіхо, згодом продовжив освіту за спонсорської підтримки Кіндаіті та став шанованим вченим-айністом. І Тірі, і її молодшого брата таємно спонсорував Кейдзо Сібусава, спадкоємець Сібусави Ейічі, через анонімні пожертви. Імекану також продовжила роботу з транскрибування та перекладу юкар.

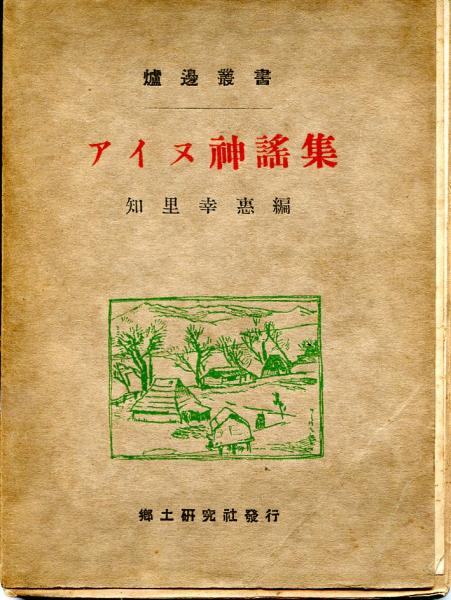
Збірка айнських епосів про богів